# Chisasibi (municipalité de village cri)
Pour les articles homonymes, voir Chisasibi.
Chisasibi (en cri : ᒋᓵᓰᐲ) est une municipalité de village cri située en Eeyou Istchee dans la région administrative du Nord-du-Québec, au Québec. Il s'agit d'une zone non urbanisée et dépourvue d'infrastructures publiques. Avec la terre réservée crie du même nom, elle constitue le siège de la Nation crie de Chisasibi.

## Géographie
Le village cri de Chisasibi est situé dans le territoire d'Eeyou Istchee dans la région du Nord-du-Québec au Québec. Le village est situé sur la rive sud de la Grande Rivière sur le littoral est de la baie James à environ 100 km de Radisson et de la route de la Baie-James.
À 200 km au nord de Chisasibi, dans la région du Nunavik, à l'embouchure de la Grande rivière de la Baleine, se trouvent le village cri de Whapmagoostui et le village nordique de Kuujjuarapik. Le village cri de Wemindji se trouve à environ 100 km au sud de Chisasibi. Les villes importantes les plus près sont Rouyn-Noranda et Val-d'Or, situées à plusieurs centaines de kilomètres au sud. 
Le territoire de la municipalité de village cri de Chisasibi correspond aux terres de catégorie IB établies selon la Convention de la Baie-James et du Nord québécois de 1975 et sont donc de juridiction provinciale. Contrairement à la terre réservée crie de Chisasibi, la municipalité de village cri de Chisasibi n'est pas habitée en permanence. Cette dernière circonscrit en fait la terre réservée crie. 
Précisément, le territoire de la municipalité de village cri est constitué de deux sections non contiguës. La première section est située sur la rive nord de la rivière La Grande, face au noyau urbanisé de Chisasibi. Elle comprend toute la péninsule où est notamment situé le lac Mwakw. 
La deuxième section est située à l'est de la terre réservée de Chisasibi et est traversée par la route de Chisasibi qui relie le noyau villageois de Chisasibi à la route Billy-Diamond (ancienne route de la Baie-James). Cette section de municipalité de village cri est située approximativement entre le kilomètre 38 et le kilomètre 62 (pont de la rivière Necopastic) de la route. La frontière sud de la deuxième section est notamment constituée de la rivière Caillet. 

### Municipalités limitrophes
Le tableau suivant présente des données imprécises, considérant que les deux territoires formant la municipalité de village cri ne sont pas limitrophes et sont distancés d'environ 25 kilomètres.

## Histoire

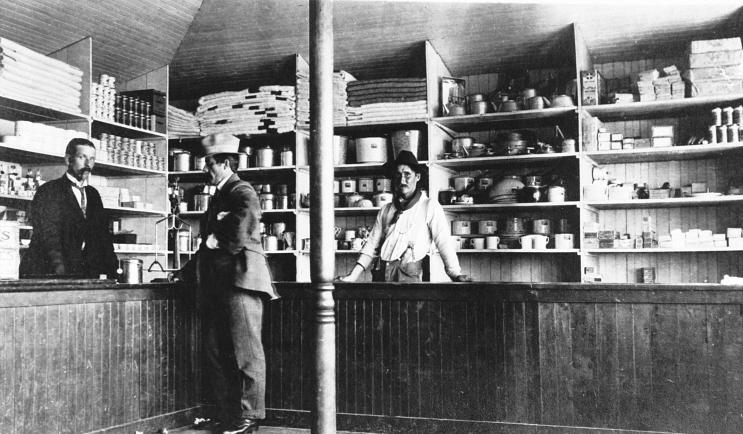
Intérieur du magasin de Révillon Frères à Fort George vers 1910.

Chisasibi a été établie au début des années 1980 lors de la fermeture et le déménagement de l'ancien village, Fort George, qui était situé 10 km à l'ouest du village actuel sur une l'île de Fort George, située à l'embouchure de la Grande Rivière.
En ce qui concerne précisément le territoire de Chisasibi de juridiction provinciale, la municipalité de village cri, celle-ci est créée à l'occasion de la ratification de la Convention de la Baie-James et du Nord québécois en 1975. Ladite municipalité de village cri est donc officiellement constituée le 28 juin 1978.